# Каль, Йозеф
Йозеф Каль (нем. Josef Kahl, 31 марта 1913, Гаррахов — 23 февраля 1942, Камышлы) — чехословацкий прыгун с трамплина. Участник зимних Олимпийских игр 1936 года.

## Биография
Йозеф Каль родился 31 марта 1913 года в городе Гаррахов в Австро-Венгрии (сейчас в Чехии).
Занимался прыжками с трамплина в клубе «Гарахсдорф-Нойвельт».
В 1936 году вошёл в состав сборной Чехословакии на зимних Олимпийских играх в Гармиш-Партенкирхене. В прыжках с 80-метрового трамплина занял 29-е место. Он прыгнул на 64 и 64,5 метра, набрав 196,1 очка и уступив 35,9 очка завоевавшему золото Биргеру Рууду из Норвегии.
Во время Второй мировой войны сражался на стороне Германии на Восточном фронте.
Убит 23 февраля 1942 года в селе Камышлы в Севастополе.